# Cremastocheilus setosifrons
Cremastocheilus setosifrons är en skalbaggsart som beskrevs av Thomas Casey 1915. Cremastocheilus setosifrons ingår i släktet Cremastocheilus och familjen Cetoniidae. Inga underarter finns listade i Catalogue of Life.